# 韩春剑
韩春剑（1967年—），汉族，广东雷州龙门镇人，中华人民共和国政治人物、第十二届全国人民代表大会广东地区代表。
毕业于中山大学工商管理专业。加入中国共产党。2013年，担任全国人大代表。
2005年起担任广东南粤银行董事长，2019年不再担任董事长后，但仍保留南粤银行党委书记一职，直到2021年被免职。